# Crucero del Norte
Crucero del Norte es una empresa de ómnibus de larga distancia dedicada al transporte público de pasajeros. Fue fundada en 1949 por Demetrio Koropeski bajo el nombre El Crucero operando en las provincias de Corrientes y Misiones.
Inicialmente, la empresa unía Apóstoles con Santo Tomé, y a medida que pasaba el tiempo, extendieron su servicio y mudaron sus talleres a Posadas. De ahí vino el nombre Crucero del Norte.
Además es propietaria del Club Mutual de nombre homónimo, que también tiene su sede en Garupá.

## Historia

### Los inicios de la empresa
En 1949, con un vehículo Chevrolet adecuado especialmente para el transporte de pasajeros, Demetrio Koropeski iniciaba el recorrido entre Apóstoles y Santo Tomé, con frecuencia diaria sobre un recorrido de 80 kilómetros y cuya duración dependía de los inconvenientes que podrían presentarse en la ruta o por las condiciones meteorológicas del momento.

### La transformación de la empresa a Crucero del Norte
Años después extiende su recorrido hasta la ciudad de Posadas, pasando por La Cruz, Virasoro, Alvear y Yapeyú. En 1962, la empresa se traslada sus talleres a la localidad de Posadas, transformándose (como se conoce actualmente) en la empresa Crucero del Norte y amplía su área de cobertura a las localidades de Azara y Santo Tomé. El crecimiento de la empresa, hizo llegar a ocupar un lugar importante en el contexto del transporte de pasajeros en el ámbito nacional. incorporándose luego a servicios internacionales.
En el año 2000, se inaugura la terminal de la localidad de Garupá, la que serían sería la nueva casa de la empresa.

## Grupo empresarial
Crucero del Norte es considerado como uno de los grupos más grandes de la Argentina, y tiene servicios a 16 de las 23 provincias Argentina, a Brasil y a Paraguay - anteriormente a Chile. Además posee una Terminal de Ómnibus en Garupá y hoteles en Puerto Iguazú y Posadas.
El grupo empresarial opera:
- 1 empresas de colectivos paraguaya: Expreso Paraguay[4]
- 1 hotel/resort en Argentina: Hotel Resort Grand Crucero en Puerto Iguazú.[3][5]
- 1 equipo de fútbol argentino: Club Mutual Crucero del Norte
- 1 empresa de taxi aéreo: Taxi aéreo Crucero del Norte[6]
- 1 empresa Argentina de encomiendas: Crucero Express

### Club Mutual Crucero del Norte
Es un club de fútbol que se encuentra en la localidad de Garupá, en la provincia de Misiones. Fue fundada el 28 de junio de 2003 por empleados de la empresa y la familia Koropeski.
Actualmente, el equipo de fútbol del club, se encuentra en el Torneo Federal A y juega sus encuentros como local en el Estadio Comandante Andrés Guacurarí.

### Sol del Paraguay Líneas Aéreas
Es una aerolínea paraguaya de este grupo dedicada a vuelos comerciales y chárter, con sede en el Aeropuerto Internacional Silvio Pettirossi de la ciudad de Asunción, Paraguay.
Esta empresa tenía el nombre de la empresa de colectivos paraguaya del mismo grupo (que une Paraguay con Brasil y Argentina) que es muy conocida en ese país.